# The A-Team
The A-Team är en amerikansk humoristisk actionfylld TV-serie från 1983–1987 av Stephen J. Cannell och Frank Lupo med George Peppard, Dwight Schultz, Dirk Benedict, Mr. T med flera. Serien sändes ursprungligen i NBC.

## Introtext
Under förtexterna läses följande text upp:
1972 skickades ett elitförband i fängelse för ett brott de aldrig begått. De rymde omedelbart från ett toppsäkert fängelse och gick under jorden i Los Angeles. De är fortfarande eftersökta, och lever som legosoldater. Om du har ett problem, om ingen annan kan hjälpa till, och om du hittar dem, så kanske du kan anlita, The A-team.
Under första säsongen inleddes texten med "För tio år sedan..." snarare än "1972". Den sista säsongen togs texten helt bort när signaturmelodin arrangerades om.

## Handling
Serien handlar om fyra vietnamveteraner, på flykt undan militärpolisen efter att ha falskeligen ha dömts för ett bankrån i Vietnam. De har nu gått under jorden i Los Angeles, och hjälper folk som råkat illa ut och som på olika sätt lyckats få kontakt med den underjordiska gruppen. Gruppens pilot, Murdock, är inte efterlyst, utan intagen på ett mentalsjukhus tillhörigt krigsveteranmyndigheten, och fritas inför de flesta uppdrag man åtar sig, oftast med hjälp av Face. I många avsnitt medverkar även en kvinnlig rollfigur, en journalist som är vänligt inställd till gruppen och som ibland tar aktiv del i gruppens uppdrag. 

## Huvudrollerna
- George Peppard - Colonel John "Hannibal" Smith
- Mr. T - Sergeant Bosco "B.A." Baracus
- Dwight Schultz - Captain "Howlin' Mad" Murdock
- Tim Dunigan - Lieutenant Templeton "Face" Peck (endast pilotavsnittet)
- Dirk Benedict - Lieutenant Templeton "Face" Peck #2
- William Lucking - Colonel Lynch (Säsong 1)
- Lance LeGault - Colonel Roderick Decker (Säsong 2-4)
- Robert Vaughn - General Hunt Stockwell (Säsong 5)

### Kvinnliga rollfigurer
- Melinda Culea - Amy Allen (avsnitt 1-26)
- Marla Heasley - Tawnia Baker (avsnitt 29-40)

#### Rollfigurerna
- Colonel John "Hannibal" Smith: Gruppens ledare och strateg. Efter varje uppdrag brukar oftast säga I love it when a plan comes together (Jag älskar när en plan går som den ska). Hannibal är troligen den med bäst relation till B.A.

- Captain "Howlin' Mad" Murdock: Spritt språngande galen, tillika gruppens pilot. Hans motto är Allt som har vingar kan jag flyga. Han och B.A. har ganska dålig relation då B.A. tycker att han är galen.

- Lieutenant Templeton "Face" Peck: Charmör och skådespelare. Han kallas också Faceman och går ofta hem hos tjejerna. Face är också den i gruppen som hämtar Murdock från mentalsjukhuset.

- Sergeant Bosco "B.A." Baracus: Stor, bufflig och burdus - B.A. fick sitt smeknamn i Vietnam för att han hade en "Bad Attitude". B.A. utmärker sig som en skicklig mekaniker, men är dessvärre flygrädd och blir därför drogad varje gång de ska flyga. B.A använder bara våld när han blir tvungen, innerst inne är han en trevlig person. Han är snäll mot barn och dricker inte alkohol utan föredrar helst mjölk.

## Kritik mot serien
Serien kritiserades av vissa som ansåg den vara våldsam. Mycket av det våld som figurerar liknar sådant i serietidningar eller är humoristiskt framställt. Under hela seriens gång sker fyra dödsfall i bild.

## Övrigt om serien
Totalt gjordes det fem säsonger av The A-Team. I början av den femte säsongen förändrades grundkonceptet: teamet blev infångat och tvingades jobba för den amerikanska regeringen. Mycket av humorn och den tidigare elegansen försvann; till exempel byttes signaturmelodins inledningstext ut mot kulspruteljud. Serien fick då rätt så snabbt kraftigt minskade tittarsiffror och lades därför ned. 
I pilotavsnittet spelades Face av Tim Dunigan och inte av Dirk Benedict som i övriga avsnitt. Men valet av Tim Dunigan var inte enigt, då produktionsbolaget redan från början ville ha Dirk Benedict, som dock just då var upptagen. Tim Dunigan fick lämna tv-serien efter pilotavsnittet då att man ansåg att han var för ung för spela Vietnamveteran. Tim Dunigan ersattes med Dirk Benedict som Face efter pilotavsnittet.
Sedan mitten av 1990-talet gick det rykten om att det ska komma en ny långfilm om The A-Team. Långfilmen hade premiär 9 juni 2010.

## På TV, Film & DVD

### På TV
The A-Team sändes under flera år på TV3 med start hösten 1989. Säsong 1 och 2 har även sänts på Kanal 5 under 2006-2008. Sedan januari 2010 visar TV4 Guld serien på fredagar och lördagar.

### På Film
Filmen The A-Team och som är en uppföljare till serien har biopremiär i Sverige den 9 juni 2010 med bland annat Liam Neeson m.fl.

### På DVD
Nedan återfinns seriens utgivningsplan på DVD. Observera att utgivningsplanen är preliminär och kan när som helst ändras från filmbolagets sida. Universal har inte sagt varför releasen av säsong 3 i svensk utgåva har skjutits på framtiden. Dock verkar det som om det är problem med musikrättigheterna och att den amerikanska utgåvan har ändrats när det gäller musiken i TV-serien. Utgivningsplanen ändras så fort mer information kommer.
| DVD Namn                              | Region 1        | Region 2          | Region 2, svensk utgåva |
| ------------------------------------- | --------------- | ----------------- | ----------------------- |
| The A-Team säsong 1                   | 8 juni 2004     | 13 september 2004 | 26 november 2004        |
| The A-Team säsong 2                   | 12 april 2005   | 4 juli 2005       | 10 augusti 2005         |
| The A-Team säsong 3                   | 31 januari 2006 | 22 maj 2006       | Okänt                   |
| The A-Team säsong 4                   | 4 april 2006    | 18 september 2006 | –                       |
| The A-Team säsong 5, The final season | 10 oktober 2006 | 12 februari 2007  | –                       |
| The A-Team - Filmen                   | –               | –                 | –                       |

## Om serien
Serien har i Sverige visats på TV3 och Kanal 5.

### Fotnoter
1. ↑  Vincent Terrace, ”1 The A-Team”, Encyclopedia of Television Shows, 1925 through 2010, McFarland & Company, 30 oktober 2011, ISBN 978-0-7864-6477-7.[källa från Wikidata]
2. ↑  ”The A-Team” (på engelska). TV.Com. http://www.tv.com/shows/the-a-team/. Läst 26 januari 2017.